# إسبارجوزا دي لا سيرينا

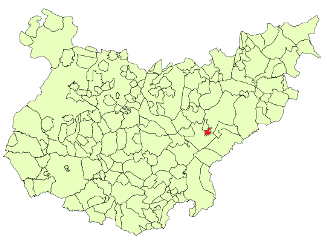
موقع البلدية في مقاطعة بطليوس

بلدية إسبارجوزا دي لا سيرينا (بالإسبانية: Esparragosa de la Serena)، هي إحدى بلديات مقاطعة بطليوس، التي تقع في منطقة إكستريمادورا، والتي تقع في غرب إسبانيا.
يبلغ عدد سكانها 1.129 نسمة وفقاً لإحصائية سنة (2002).